# Xylothamia diffusa
Xylothamia diffusa là một loài thực vật có hoa trong họ Cúc. Loài này được (Benth.) G.L.Nesom miêu tả khoa học đầu tiên năm 1990.